# Wolfgang Sabath
Wolfgang Sabath (* 28. März 1937 in Berlin; † 6. März 2011) war ein deutscher Journalist und Autor.

## Werdegang
Nach dem Studium der Volkswirtschaft (Politische Ökonomie) an der Humboldt-Universität zu Berlin (1959–1963) war er Redakteur bei der Wochenzeitung Forum („Zeitung für geistige Probleme der Jugend“) und der kulturpolitischen Wochenzeitung Sonntag, nach 1990 Redakteur bei der Ost-West-Wochenzeitung Freitag, die aus dem Sonntag, der Volkszeitung und der Tat hervorgegangen war.
Seit 1998 war Wolfgang Sabath Mitarbeiter und Redakteur der Zweiwochenschrift für Politik, Kunst und Wirtschaft Das Blättchen.
Wolfgang Sabath hatte im Zeitraum von 1996 bis 2001 für die Berliner Straßenzeitung Strassenfeger die „Schnittstelle“ auf der Seite 22 geschrieben. Die Schnittstelle war ein satirisch-ironischer Kommentar zu tagespolitischen Ereignissen. Außerdem war er Autor der gesellschaftswissenschaftlichen Zeitschrift Utopie kreativ.
Nachdem Das Blättchen am 28. September 2009 (Heft 20/2009) nicht mehr in gedruckter Form erschien, wurde Wolfgang Sabath Herausgeber der Online-Version.
Wolfgang Sabath hatte fünf Kinder.

## Werke
Bücher
- Als Ossi in Amerika (Edition Ost)
- Gregor Gysi (Reihe Querköpfe, Elefanten Press)
- Stefan Heym (zs. mit Regina General, Reihe Querköpfe, Elefanten Press)
- Peanuts aus Halle (zs. mit Peter F. Müller, Elefanten Press)
- Das Pissoir (Reihe MV-Taschenbuch, B+S Verlag Rostock)
- Zehn Jahre gegen den Wind - 1997 - 2007, "Blättchen"-Texte, BS-Verlag Rostock, 2008

Radio-Feature
- Damals waren sie Kinder. Regie: Renate Thormelen. Prod.: DDR, 1972.